# Colletes gypsicolens
Colletes gypsicolens är en biart som beskrevs av Cockerell 1897. Colletes gypsicolens ingår i släktet sidenbin, och familjen korttungebin. Inga underarter finns listade i Catalogue of Life.